# Tessé-Froulay
Ne pas confondre avec Tessé-la-Madeleine, commune fusionnée avec Bagnoles-de-l'Orne
Tessé-Froulay est une commune française, située dans le département de l'Orne en région Normandie, peuplée de 377 habitants.
Tessé a la particularité de faire partie à la fois des provinces historiques du Maine et de la Normandie dans le pays de Passais, puisqu'elle était sous l'Ancien régime une paroisse mixte. L'ancienne partie normande de Tessé a cependant été détachée en 1831 pour former la nouvelle commune de Tessé-la-Madeleine, unie ensuite à Bagnoles-de-l'Orne .

## Géographie

### Hydrographie
La commune est située dans le bassin Loire-Bretagne. Elle est drainée par la Vée et un autre petit cours d'eau,.
La Vée, d'une longueur de 24 km, prend sa source dans la commune de La Ferrière-aux-Étangs et se jette  dans un bras de la Mayenne à Rives d'Andaine, après avoir traversé six communes. 

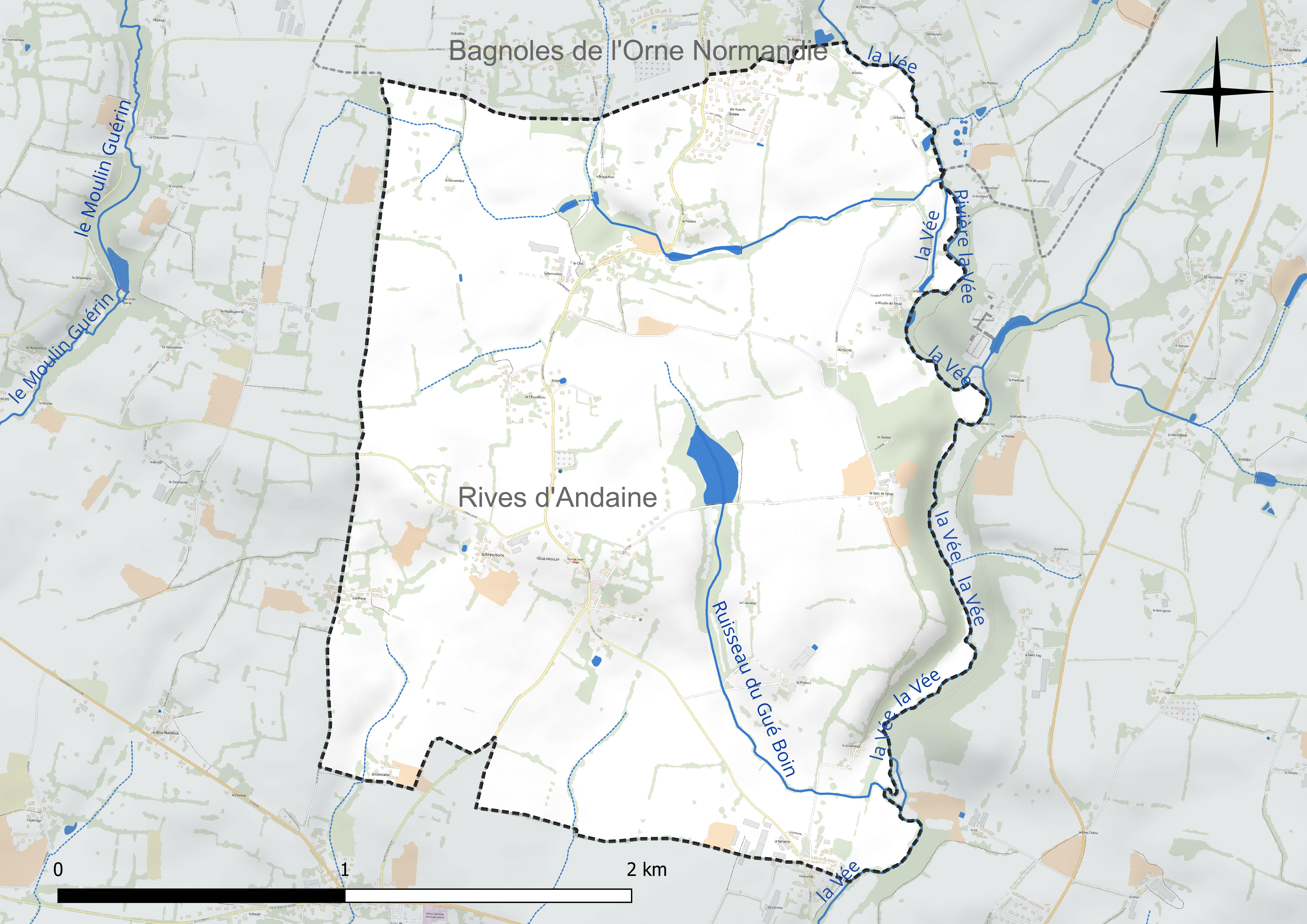
Réseau hydrographique de Tessé-Froulay.

### Climat
Pour des articles plus généraux, voir Climat de la Normandie et Climat de l'Orne.
En 2010, le climat de la commune est de type climat océanique altéré, selon une étude du CNRS s'appuyant sur une série de données couvrant la période 1971-2000. En 2020, Météo-France publie une typologie des climats de la France métropolitaine dans laquelle la commune est exposée à un climat océanique et est dans la région climatique Normandie (Cotentin, Orne), caractérisée par une pluviométrie relativement élevée (850 mm/a) et un été frais (15,5 °C) et venté. Parallèlement le GIEC normand, un groupe régional d’experts sur le climat, différencie quant à lui, dans une étude de 2020, trois grands types de climats pour la région Normandie, nuancés à une échelle plus fine par les facteurs géographiques locaux. La commune est, selon ce zonage, exposée à un « climat contrasté des collines », correspondant au Bocage normand, bien arrosé, voire très arrosé sur les reliefs les plus exposés au flux d’ouest, et frais en raison de l’altitude.
Pour la période 1971-2000, la température annuelle moyenne est de 10,5 °C, avec une amplitude thermique annuelle de 13,5 °C. Le cumul annuel moyen de précipitations est de 805 mm, avec 12,6 jours de précipitations en janvier et 7,4 jours en juillet. Pour la période 1991-2020, la température moyenne annuelle observée sur la station météorologique la plus proche, située sur la commune du Horps à 15 km à vol d'oiseau, est de 11,1 °C et le cumul annuel moyen de précipitations est de 857,1 mm,. Pour l'avenir, les paramètres climatiques de la commune estimés pour 2050 selon différents scénarios d’émission de gaz à effet de serre sont consultables sur un site dédié publié par Météo-France en novembre 2022.

## Urbanisme

### Typologie
Au 1er janvier 2024, Tessé-Froulay est catégorisée commune rurale à habitat dispersé, selon la nouvelle grille communale de densité à sept niveaux définie par l'Insee en 2022.
Elle appartient à l'unité urbaine de Bagnoles de l'Orne Normandie, une agglomération intra-départementale regroupant deux  communes, dont elle est une commune de la banlieue,,. Par ailleurs la commune fait partie de l'aire d'attraction de La Ferté Macé, dont elle est une commune de la couronne,. Cette aire, qui regroupe 17 communes, est catégorisée dans les aires de moins de 50 000 habitants,.

### Occupation des sols
L'occupation des sols de la commune, telle qu'elle ressort de la base de données européenne d’occupation biophysique des sols Corine Land Cover (CLC), est marquée par l'importance des territoires agricoles (93,7 % en 2018), une proportion sensiblement équivalente à celle de 1990 (94,2 %). La répartition détaillée en 2018 est la suivante : terres arables (49,2 %), prairies (24,4 %), zones agricoles hétérogènes (20,1 %), forêts (4,3 %), zones urbanisées (2 %). L'évolution de l’occupation des sols de la commune et de ses infrastructures peut être observée sur les différentes représentations cartographiques du territoire : la carte de Cassini (XVIIIe siècle), la carte d'état-major (1820-1866) et les cartes ou photos aériennes de l'IGN pour la période actuelle (1950 à aujourd'hui).

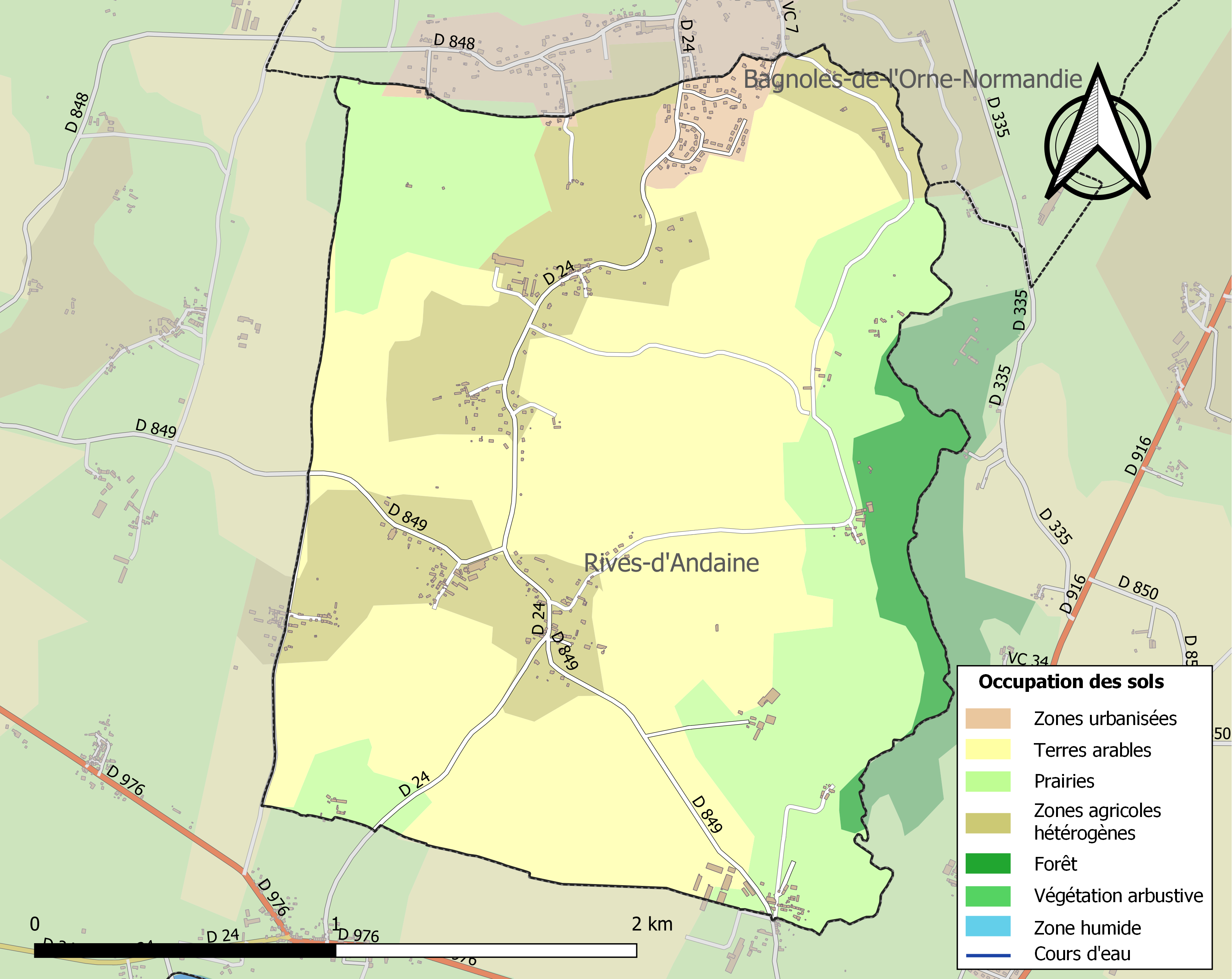
Carte des infrastructures et de l'occupation des sols de la commune en 2018 (CLC).

## Toponymie
Le nom de la localité est attesté sous la forme Thesseium en 1093.
Le toponyme Tessé serait issu de l'anthroponyme latin/roman Tessius.
Froulay provient d'une famille noble du Maine, originaire de la « terre de Froulay » (ancienne ferme et château situés sur la commune de Couesmes-en-Froulay en Mayenne). La famille est connue dès le XIIe siècle par le cartulaire de Savigny[réf. nécessaire], et posséda le comté de Tessé, érigé en 1596 et dont le maréchal de Tessé eut le titre.

## Histoire
La commune a cédé en 1840, ainsi que La Ferté-Macé, Juvigny-sous-Andaine, Saint-Maurice-du-Désert et La Sauvagère, une partie de son territoire pour la création de la commune de Saint-Michel-des-Andaines.

## Politique et administration
| Période                                  | Période   | Identité       | Étiquette | Qualité     |
| ---------------------------------------- | --------- | -------------- | --------- | ----------- |
| 1995                                     | mars 2014 | Michel Manceau | SE        | Agriculteur |
| mars 2014                                | En cours  | Gérard Végée   | SE        | Retraité    |
| Les données manquantes sont à compléter. |           |                |           |             |

## Démographie
L'évolution du nombre d'habitants est connue à travers les recensements de la population effectués dans la commune depuis 1793. Pour les communes de moins de 10 000 habitants, une enquête de recensement portant sur toute la population est réalisée tous les cinq ans, les populations de référence des années intermédiaires étant quant à elles estimées par interpolation ou extrapolation. Pour la commune, le premier recensement exhaustif entrant dans le cadre du nouveau dispositif a été réalisé en 2004.
En 2022, la commune comptait 377 habitants, en évolution de −4,07 % par rapport à 2016 (Orne : −3,21 %, France hors Mayotte : +2,11 %).
| 1793 | 1800 | 1806 | 1821 | 1831 | 1836 | 1841 | 1846 | 1851 |
| ---- | ---- | ---- | ---- | ---- | ---- | ---- | ---- | ---- |
| 481  | 599  | 625  | 582  | 676  | 636  | 606  | 607  | 559  |

| 1856 | 1861 | 1866 | 1872 | 1876 | 1881 | 1886 | 1891 | 1896 |
| ---- | ---- | ---- | ---- | ---- | ---- | ---- | ---- | ---- |
| 590  | 470  | 452  | 450  | 469  | 408  | 343  | 351  | 316  |

| 1901 | 1906 | 1911 | 1921 | 1926 | 1931 | 1936 | 1946 | 1954 |
| ---- | ---- | ---- | ---- | ---- | ---- | ---- | ---- | ---- |
| 345  | 328  | 312  | 260  | 280  | 278  | 249  | 243  | 195  |

| 1962 | 1968 | 1975 | 1982 | 1990 | 1999 | 2004 | 2006 | 2009 |
| ---- | ---- | ---- | ---- | ---- | ---- | ---- | ---- | ---- |
| 211  | 250  | 230  | 260  | 301  | 323  | 372  | 381  | 364  |

| 2014 | 2019 | 2022 | - | - | - | - | - | - |
| ---- | ---- | ---- | - | - | - | - | - | - |
| 389  | 381  | 377  | - | - | - | - | - | - |

## Personnalités liées à la commune
- Famille de Froulay.
- Antoine Salles (1829 à Tessé-Froulay - 1915), homme politique.